# جامع الحيدرخانة

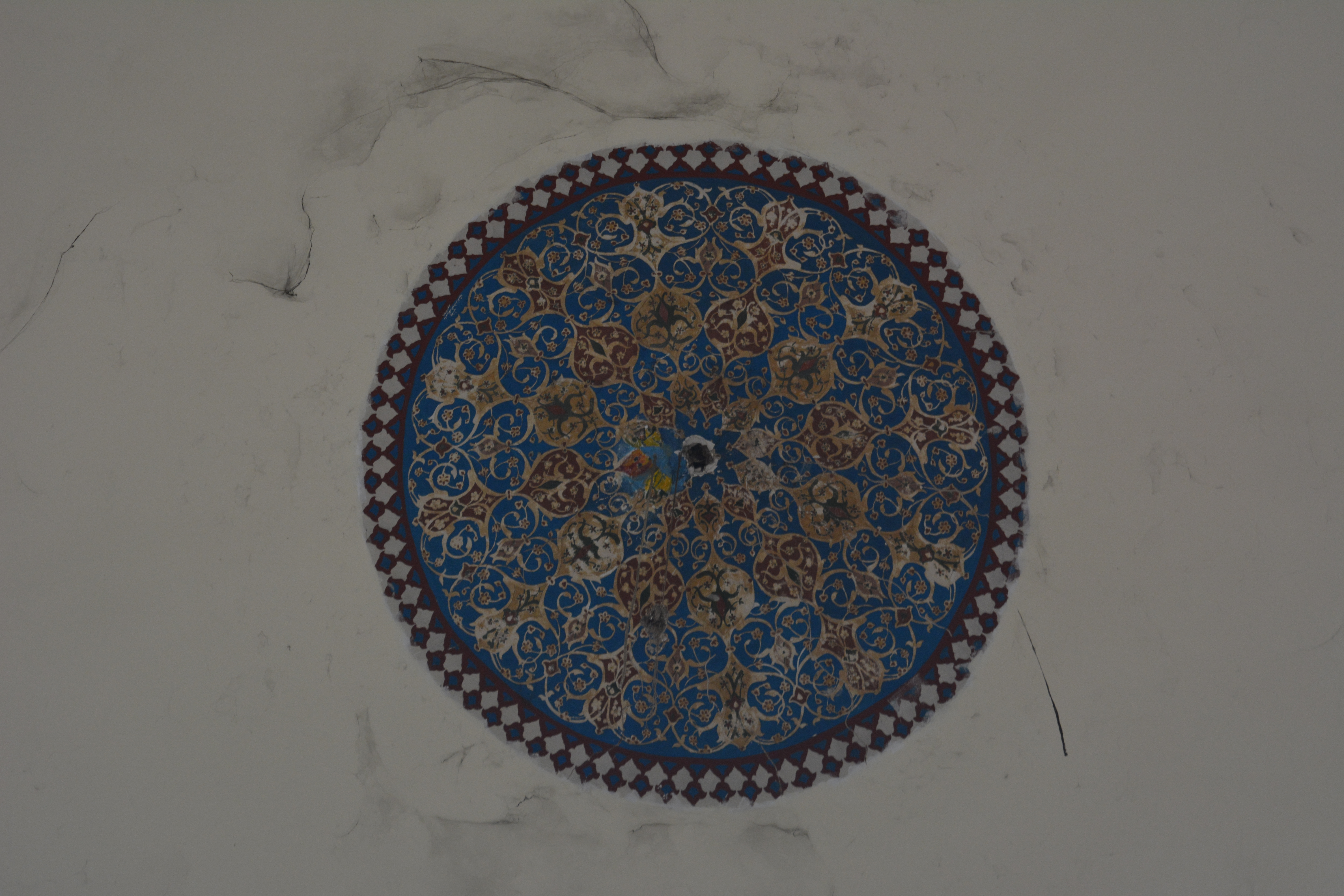
ما تبقى من زخارف مرسومة على باطن القبة بعد اندثار معظمها عبر الزمن

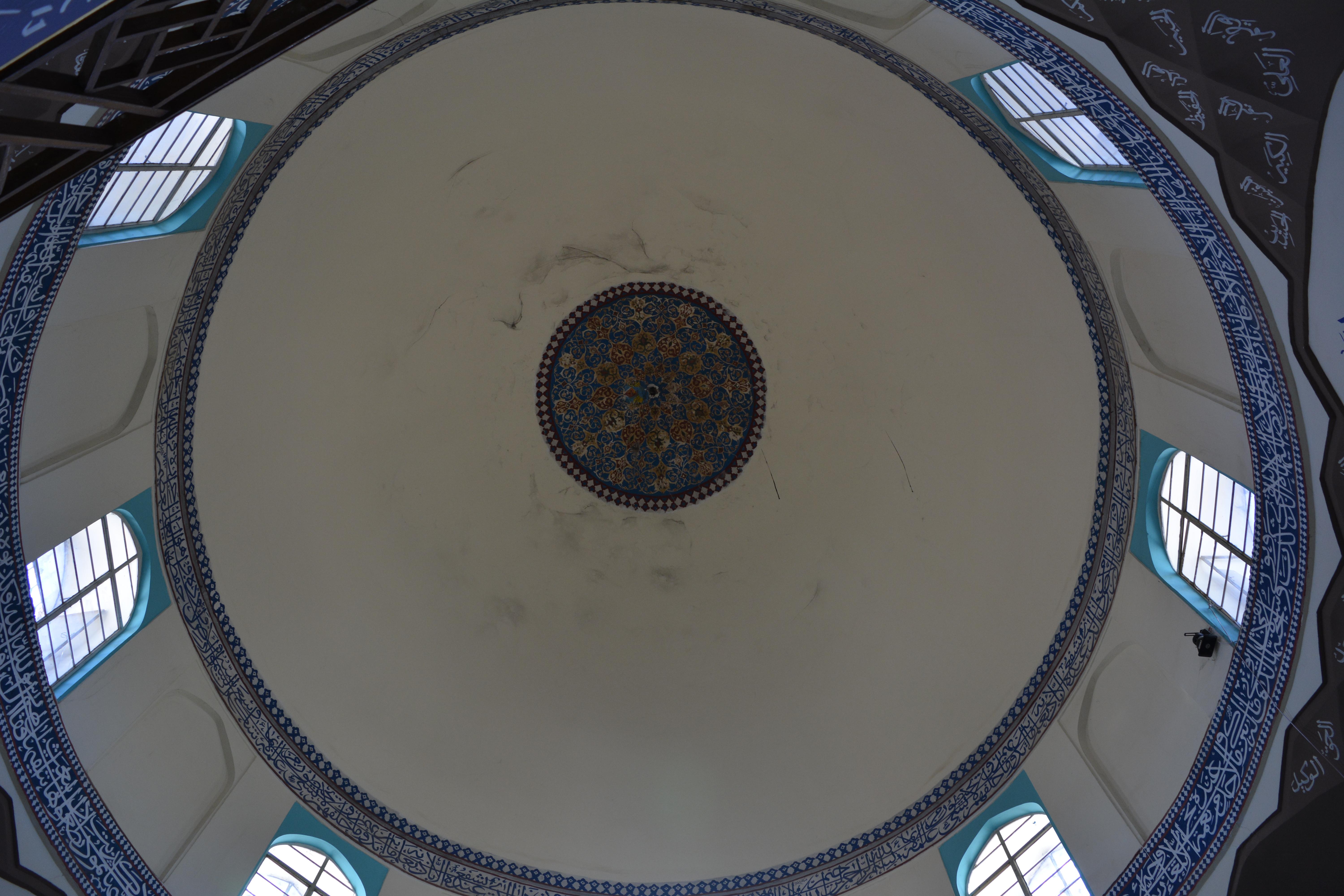
مشهد قبة جامع الحيدرخانة من الداخل

جامع الحيدرخانة من مساجد بغداد القديمة والتراثية ويقع في شارع الرشيد، في محلة الحيدرخانة، وبناهُ الخليفة العباسي أحمد الناصر لدين الله وجدده داود باشا (والي بغداد) العثماني.

## تاريخه
يشير المؤرخ عماد عبد السلام رؤوف إلى أنه لا علاقة لتسمية المحلة والجامع بحيدر جلبي الشابندر، وحيدر جلبي هو صاحب الحمام الذي تأسس في عام 1650م، والتسمية هي اسم لتكية قديمة لا يعرف تاريخها تنسب إلى رجل من الصوفية يعرف بحيدر وكان موقعها في مدخل السوق القديم، وقد بيعت من قبل متوليها سنة 1926م، فهدمت وحولت إلى فندق بحسب قول المؤرخ عماد عبد السلام رؤوف الذي يؤكد ان الجامع انشأه الخليفة العباسي الناصر لدين الله، ولقد أعاد بناءه وتوسعته الحاكم داود باشا الكرجي آخر حكام دولة مماليك العراق  وكان حاكم بغداد عام 1234هـ/1819م، وفرغ من تعميره وبناءه عام 1242هـ/1827م، وشيد فيهِ مدرسة تدرس فيها العلوم العقلية والنقلية وسماها المدرسة الداودية، وعين فيها المدرسين من أفاضل علماء وأدباء عصرهِ، وتصدر للتدريس فيها العلامة الشيخ عيسى البندنيجي، والشيخ محمود شكري الآلوسي، والشيخ رشيد حسن الكردي حيث اتخذ الشيخ رشيد في الجامع غرفة سكن فيها، وآخر من درس فيها الشيخ عبد المحسن الطائي، ثم ولده كمال الدين الطائي، وكانت حافلة بطلاب العلم والأدباء والفضلاء من أهل بغداد. وفيها مكتبة حَوَت مجموعات قيمة من كتب أعلام الأمة ومشايخها، وذكر محمود شكري الآلوسي في كتابهِ تأريخ مساجد بغداد: إنه كانت في هذا الجامع خزانة عظيمة تحوي كتبا وفهارس وتصانيف كثيرة كفرائد سموط مصححة بشهادات التقييد.
وحيدر الشابندر يدعى كذلك حيدر خان الذي ذكره الرحالة أوليا جلبي في رحلته الشهيرة التي كتبها باللغة التركية، وهو واقف الحمام المعروف بحمام حيدر. وهناك تعريف آخر ذكره مرتضى نظمي زاده حيث يقول: (وحيدر باشا هذا تنسب إليه الحيدرخانة هو حيدر جلبي الشابندر وهو الذي بنى الحمام المشهور حمام حيدر الواقع في جانب الرصافة من بغداد قرب شارع النهر)، وحيدر باشا كان من أعيان بغداد ونسبت إليه محلة الحيدرخانة وسميت باسمه حسب قول المؤرخ مصطفى جواد.
وفي عام 1242هـ في عهد السلطان العثماني محمود خان بن عبد الحميد تم تعميره وصيانتهِ، وأعيد تعميره مرة أخرى في عام 1311هـ بأمر من السلطان العثماني عبد الحميد الثاني. ولقد أنشأ داود باشا للجامع محل سقاية ذات نافذة تطل على سوق الحيدر خانة يرتوي منها العطاشى، عرفت باسم سقاية جامع الحيدرخانة ولقد هدمت فيما بعد. وآخر تجديد وتعمير للجامع كان في عام 1392هـ /1972م، وعثر أثناء أعمال التعمير على حجر كتب عليه بان شخصا يدعى حسن جدد بناء هذا الجامع في عام 1207هـ.
ويعتبر جامع الحيدرخانة من أجمل وأتقن جوامع بغداد من ناحية البناء الهندسية والمعمارية، والحرم مربع البناء متناسب الزوايا والأرجاء، وفرشه وأزاره من الرخام وأبوابه الثلاثة فخمة ومهيبة، ويحوي مصلى لفصل الصيف وآخر للشتاء، فمصلى الشتاء يعلو ذراعين عن الأرض وتعلوه قبة شامخة بالكاشي الملون الأزرق، وحولها قبتان صغيرتان ومنارة مئذنة عالية. أما مصلاه الصيفي فإنّ فيئه وقاية للمصلين من الشمس، وفي الجامع حجرات لسكن القائمين على شؤونهِ وللمؤذن وطلاب العلم.
وفي عام 1920م، أجتمع في هذا المسجد أعيان بغداد وأنطلقت منه بداية أحداث ثورة العشرين. ولذلك سمي من قبل البغداديون بالجامع الثائر، ولقد أتخذ الملا عثمان الموصلي من الجامع مكاناً لهُ، ولبث خطبه، وتحريك الناس نحو الثورة، حيث جعل من ساحة الجامع موقعاً لتجمع يومي للناس.
وأقيمت في الجامع الاحتفالات الدينية والأدبية والمحلة المحيطة به عرفت بمحلة الحيدرخانة وقد سكنها أشراف بغداد وأنجبت العلماء والأدباء، وتقام في الجامع حالياً صلاة الجمعة والصلوات الخمس المكتوبة.

## البناء والوصف العام
يحتوي الجامع على زخارف نباتية مورقة وكتابات للقرآن بحروف عربية ويشغل البناء مساحة 3344 متر مربع على أرض شبه منحرفة ذات أبعاد (76م، 69م، 50م)، وفيهِ مصلى حرم للصلاة مساحته 240 متر مربع، ويرتفع بنيانه على أربعة دعائم ضخمة لحمل القبة الكبيرة، ويعلو الأعمدة شريط مزخرف بالكتابة العربية وبخط النسخ للآية 286 من سورة البقرة، حيث تبتدئ من يمين المحراب لتحيط بالحرم ولتنتهي من يسارهِ، ولقد عمرت القبة في عقد السبعينيات من القرن العشرين، وحور الجزء العلوي لمصلى الحرم كذلك من الشكل المربع إلى شكل مثمن لأجل إقامة القبة، وذلك ببناء عقدا آخرا في زوايا أسطح المحراب الأربع، وتحصر هذهِ العقود بين أكتافها مثلثات كروية، وقد قسمت هذهِ المثلثات إلى صفوف من المقرنصات ذات مستويات مختلفة أشبه بخلايا النحل، ويتوج كل مثلث من هذه المثلثات أشكال هندسية كأنصاف المقرنص ليتكون شكل دائري يرتكز عليهِ بناء القبة.
ويحوي الجامع على فناء واسع يحيط بهِ مجنبات من جهتهِ الشمالية والغربية، أحتوت على غرف وقاعات ومرافق عامة لدورات المياه، وكانت هذهِ المرفقات من بقايا المدرسة الدينية التي كان يخرج منها علماء في علوم القرآن والفقه الإسلامي، وللجامع باب آخر قديم من الخشب على غرار الباب الرئيسي في الوسط وكسيت الواجهة العليا منهُ ببلاطات خزفية ملونة تجملها زخارف نباتية هندسية وكتابية لآيات من القرآن، ودون عليهِ سنة التجديد في عام 1392هـ، ولقد تداعت الباب وتهشمت حالياً وتوجد باب أخرى في الجانب الغربي نقش عليها زخرفة كتابية بالخط الكوفي على شكل مربع للآيتين 16و 17 من سورة آل عمران، ويمكن قرائتها بشكل متتابع على شكل أشرطة أحدها أصغر من الآخر لتشكل حركة دورانية ودون فيها تاريخ إنجاز هذا البناء في عام 1311هـ، أما واجهة الباب الخشبي من الخارج فدونت عليها أبيات شعرية تمجد منشأ وباني الجامع الوالي داود باشا، حيث دونت في ثلاث جهات تاريخ الانتهاء من بناءهِ في عام 1242هـ، وكان مطلع هذهِ الأبيات:
 1242هـ.

## معرض صور

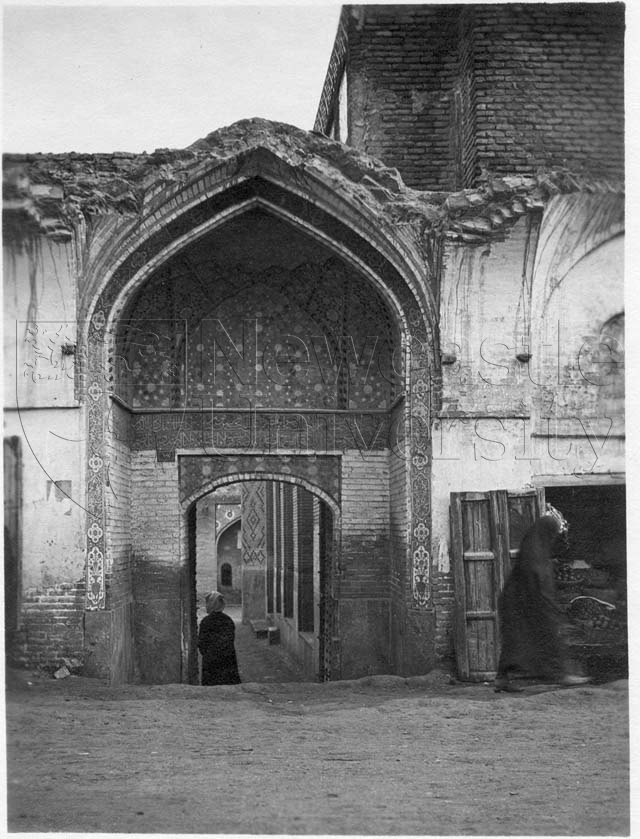
باب الجامع عام 1918
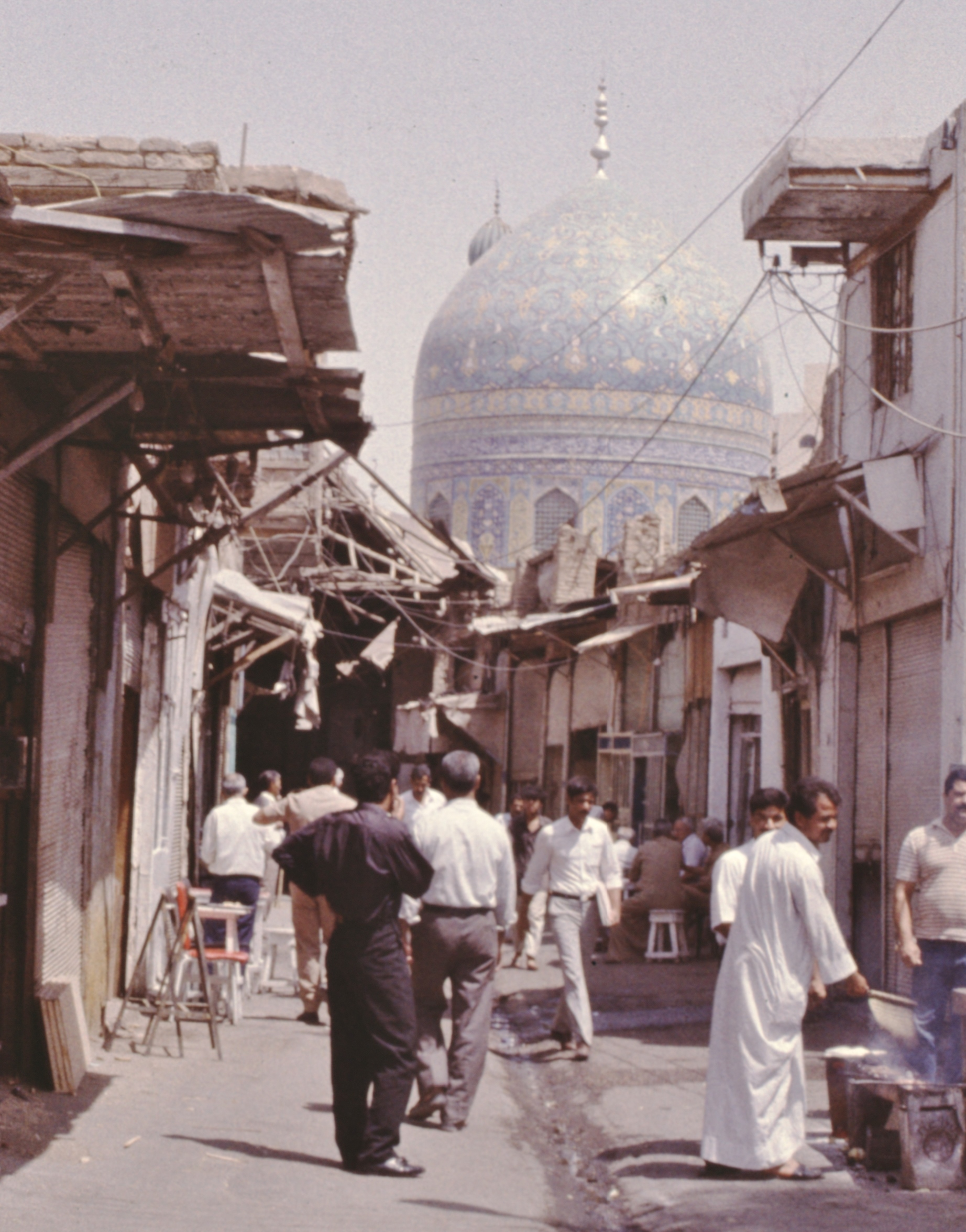
قبة الجامع تظهر من خلف السوق قبل عام 1990
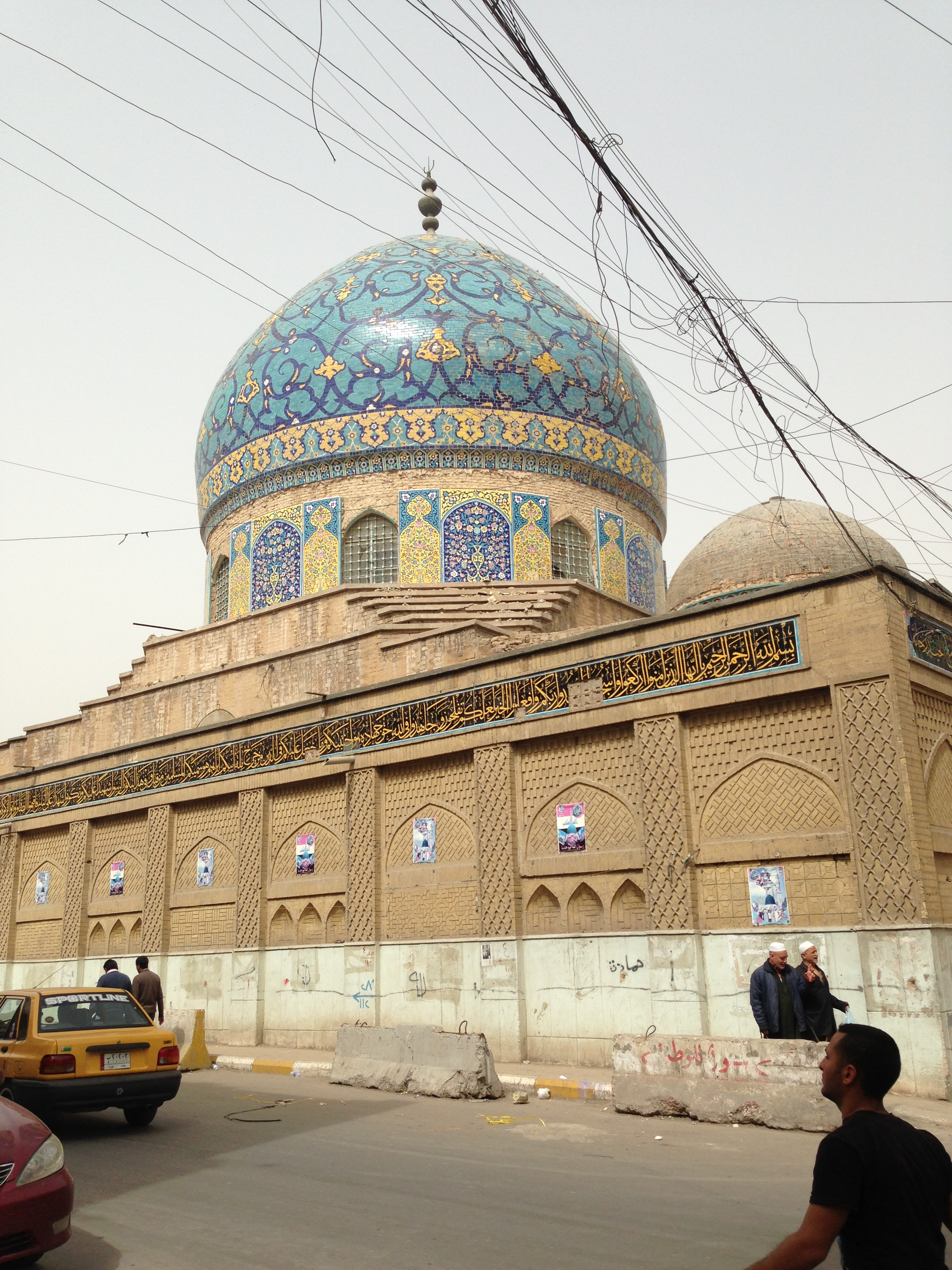
جامع الحيدرخانة في عام 2013
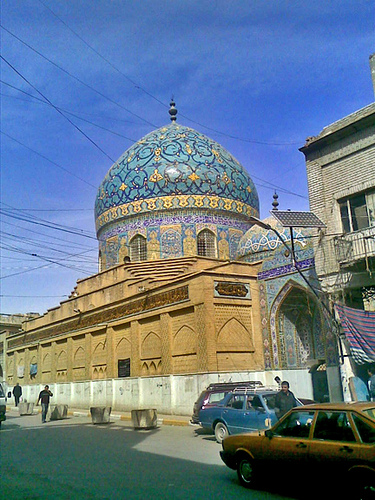
جامع الحيدرخانة في عام 2009
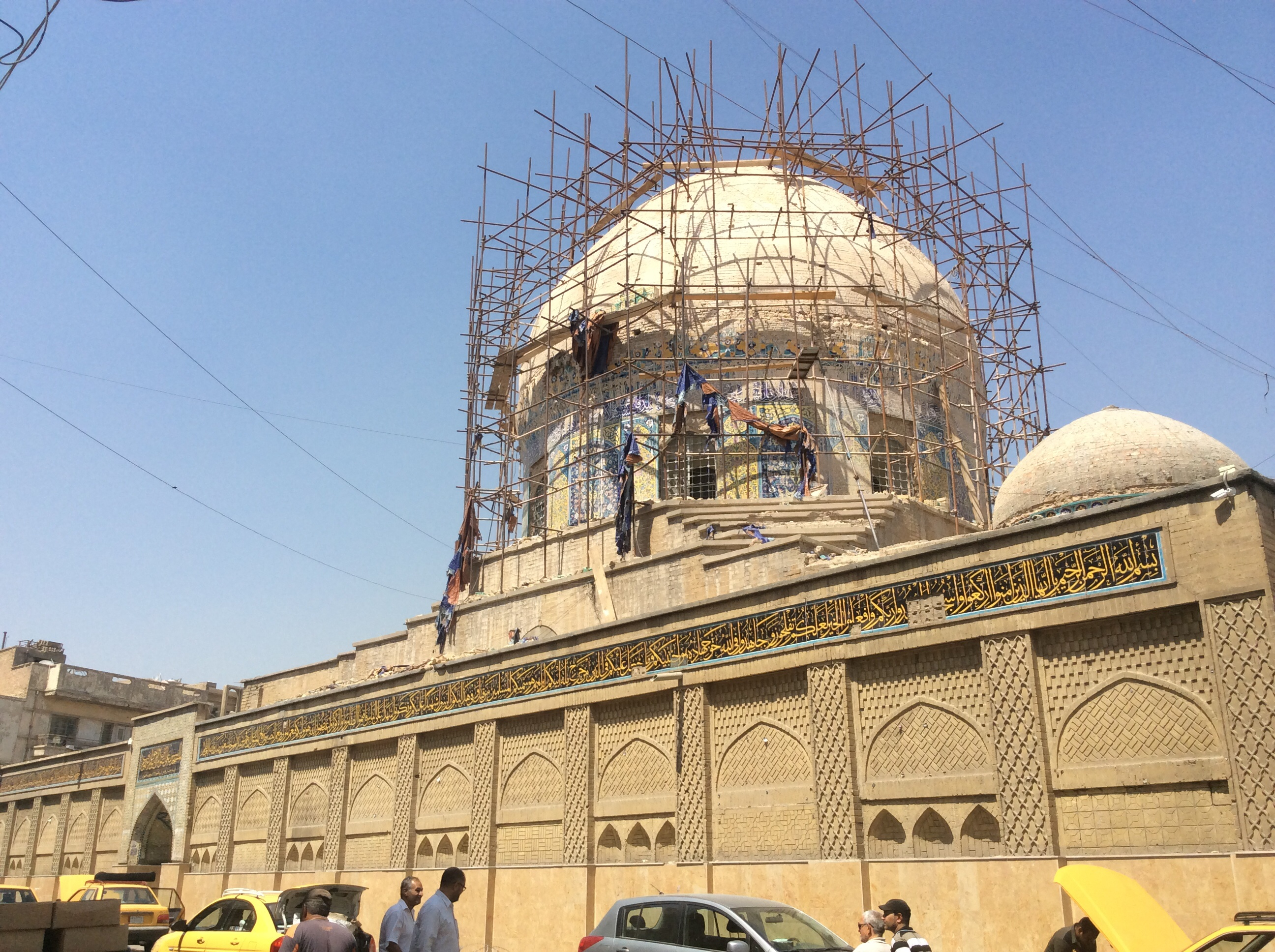
صورة للجامع أثناء اعمال الصيانة للقبة 2014
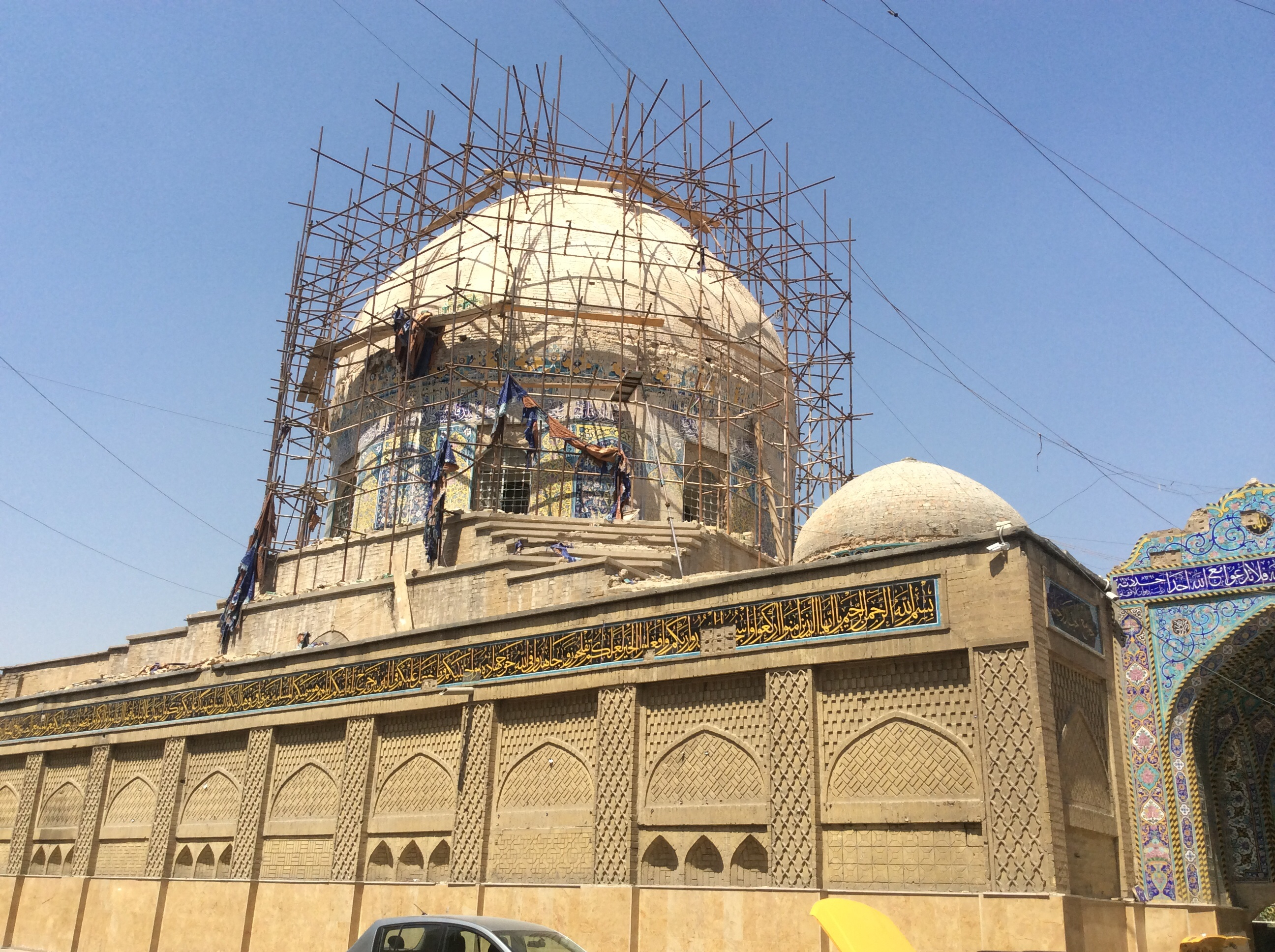
صورة للجامع عام 2014
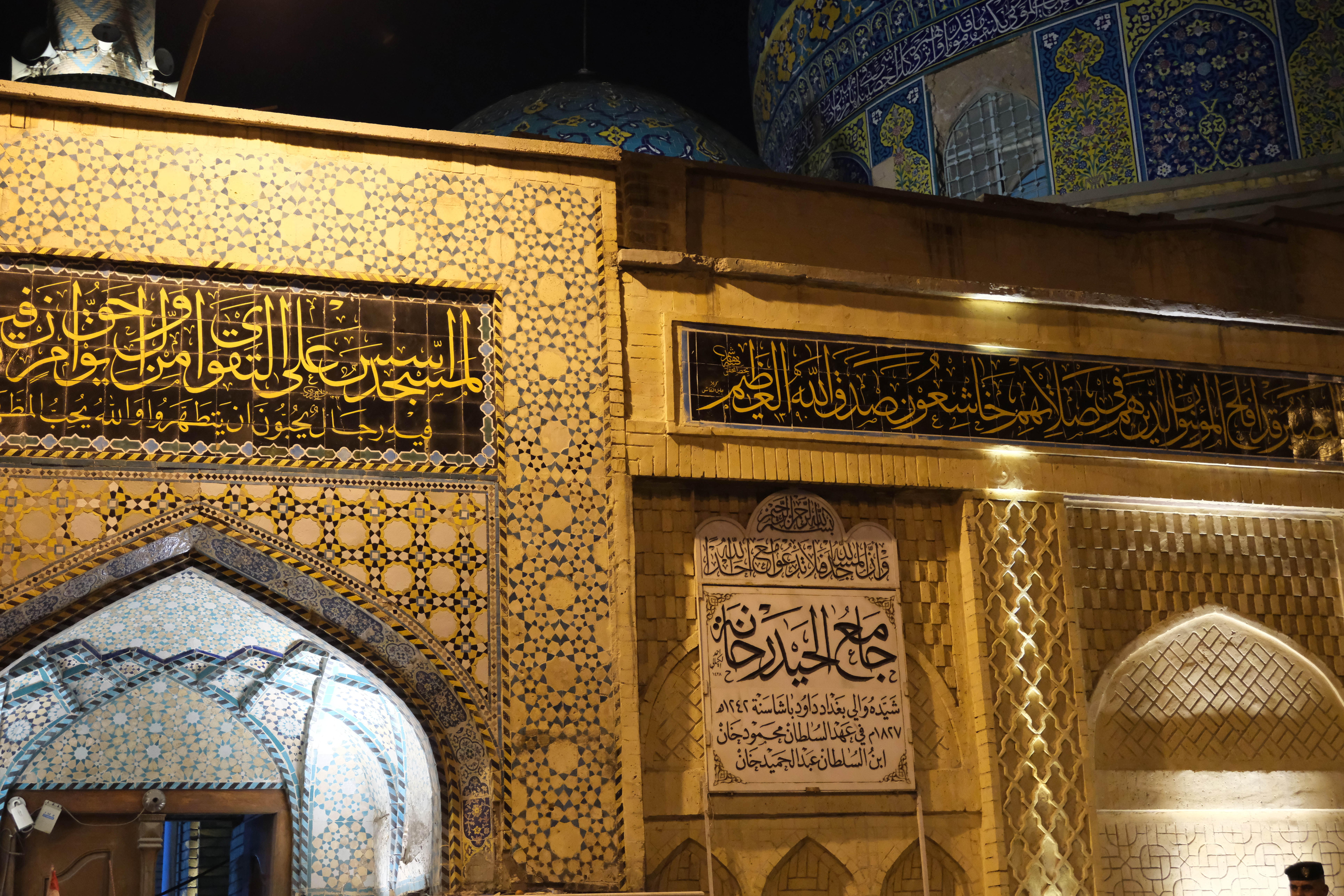
جامع الحيدر خانة 2024
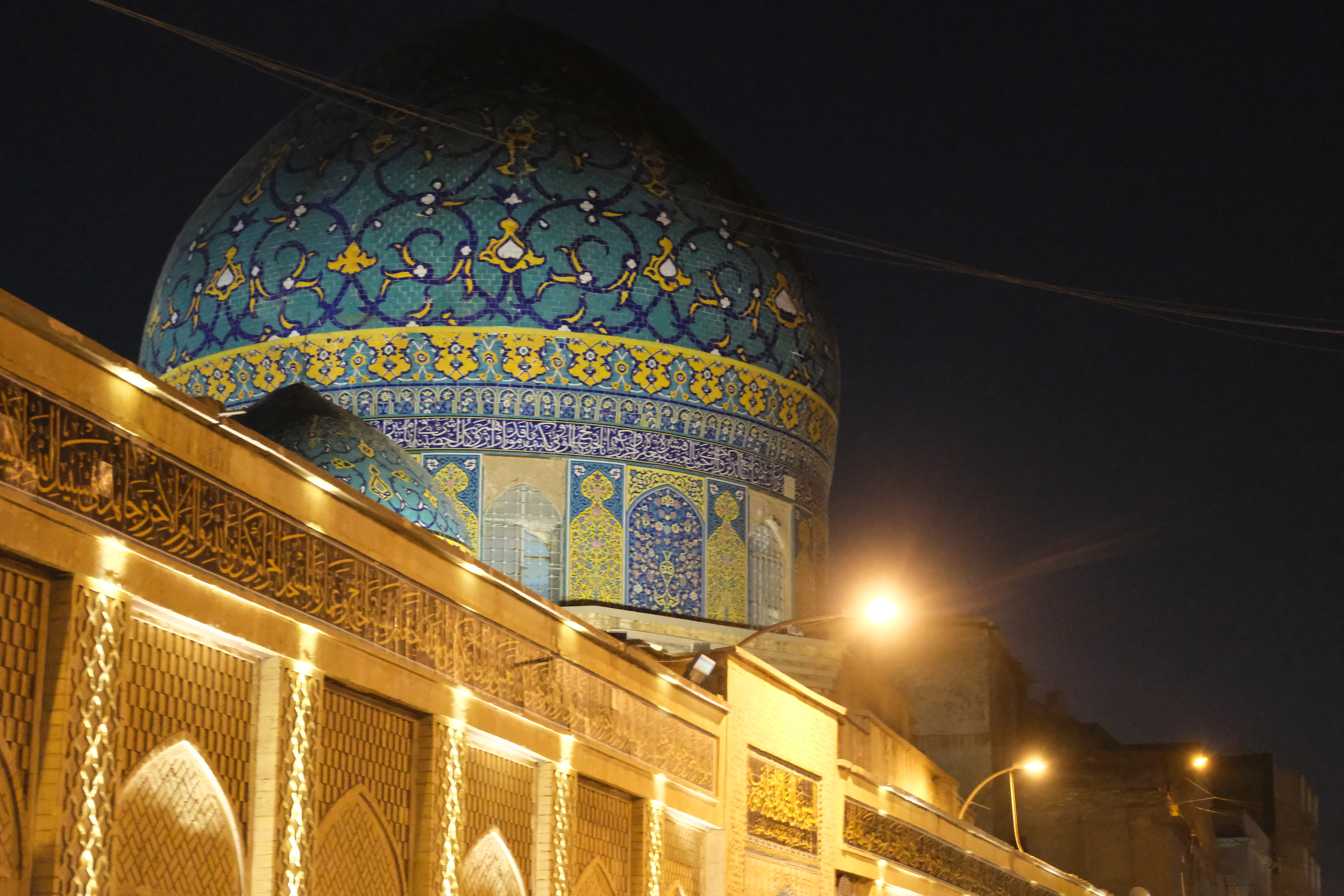
جامع الحيدر خانة 2024